# Virginio Guidazzi
Virginio Guidazzi (Cervia, 21 marzo 1931 – 1974) è stato un calciatore italiano, di ruolo centrocampista.

## Carriera
Cresciuto nel Cervia, debutta in Serie C con il Ravenna e nel 1952 passa al Parma, con cui vince il campionato di Serie C 1953-1954 e gioca l'anno seguente in Serie B disputando 16 partite.
Successivamente passa alla Sambenedettese disputando tre campionati di Serie B per un totale di 91 presenze e 22 reti.
Chiude la carriera in Serie C con il Barletta, con la cui maglia in due stagioni consecutive gioca un totale di 50 partite segnando complessivi 11 gol.

## Palmarès

### Club

#### Competizioni nazionali
- Serie C: 2

Parma: 1953-1954
Sambenedettese: 1955-1956